# Touched by the Hand of God
Touched by the Hand of God è un singolo del gruppo rock-synthpop britannico New Order pubblicato nel dicembre 1987.

## La canzone
Creato per la colonna sonora del film Salvation!, il singolo venne remixato da Arthur Baker (co-compositore di alcuni pezzi della band) per la pubblicazione ufficiale. Come lato B si inserì un mix dub intitolato Touched by the Hand of Dub, licenziato sotto il codice FAC 193 e prodotto dai New Order stessi. Sebbene non facciano parte di nessun album, tutte e due le composizioni vennero incluse nella Collector's Edition del 2008 di Brotherhood e nelle antologie del The Best of New Order (1994) e The Rest of New Order (1995). Negli Stati Uniti, Touched by the hand of God venne ripubblicata come B-side del successivo Blue Monday '88, anche se entrambi sono entrati nella Billboard Hot Dance Club Play e nella Maxi-Singles come due lati A.

## Videoclip
Il videoclip del singolo, diretto da Kathryn Bigelow, è una parodia dei gruppi glam metal di quel periodo, con un continuo alternarsi tra i New Order che palesemente suonano la canzone in playback indossando parrucche e nere giacche di pelle e una scena d'amore (anch'essa una presa in giro dei video promozionali di musicisti glam rock dell'epoca) interpretata da Rae Dawn Chong e un uomo interpretato da Bill Paxton.

## Tracce
Testi e musiche di Gillian Gilbert, Peter Hook, Stephen Morris e Bernard Sumner eccetto dove indicato.

### 7": FAC 193-7 (UK)
1. Touched by the Hand of God - 3:47
2. Touched by the Hand of Dub - 4:11

### 7": Qwest 7-27979 / Cassette: Qwest 4-27979 (USA)
1. Blue Monday '88 (Single Mix) - 4:10
2. Touched by the Hand of God (Single Version) - 3:41

### 12": FAC 193 (UK)
1. Touched by the Hand of God - 7:02
2. Touched by the Hand of Dub - 5:30

### 12": Qwest 0-20869 (USA)
1. Blue Monday'88 (12" Mix) - 7:09
2. Blue Monday'88 (Dub Mix) - 7:16
3. Touched by the Hand of God (Remix) - 7:02
4. Touched by the Hand of God (Dub) - 5:30

### CD: FACD 193 (UK)
1. Touched by the Hand of God - 7:02
2. Confusion Dub 1987 - 5:23 (Arthur Baker, Gilbert, Hook, Morris, Sumner)
3. Temptation (Original Mix) - 7:00 (attualmente la versione del 1987, anche se erroneamente etichettata come mix originale)

## Formazione
- Bernard Sumner: voce, sintetizzatore
- Peter Hook: basso
- Stephen Morris: percussioni, sintetizzatore
- Gilliam Gilbert: sintetizzatore

## Classifiche
| Classifica (1987/88)              | Posizione massima |
| --------------------------------- | ----------------- |
| Australia                         | 15                |
| Germania                          | 37                |
| Irlanda                           | 10                |
| Italia                            | 36                |
| Nuova Zelanda                     | 5                 |
| Norvegia                          | 10                |
| Regno Unito                       | 20                |
| Regno Unito (independent)         | 1                 |
| Stati Uniti (hot dance)           | 8                 |
| Stati Uniti (hot dance club play) | 1                 |